# Bi Châu
Bi Châu (chữ Hán giản thể: 邳州市, âm Hán Việt: Bi Châu thị), còn gọi là Phi Châu, tên cũ Hạ Phi, là một thành phố cấp huyện thuộc địa cấp thị Từ Châu, tỉnh Giang Tô, Cộng hòa Nhân dân Trung Hoa. Thành phố này thời cổ có tên là Bi Châu, trong Tam quốc diễn nghĩa có tên là Hạ Bi. Năm 1912 tên là huyện Bi, tháng 10 năm 1992 nâng cấp thành thành phố Bi Châu.
Về mặt hành chính, hiện tại Bi Châu có 24 trấn là: Vận Hà, Yên Tử Phụ, Xa Phu Sơn, Đái Vu, Bi Thành, Bát Nghĩa Tập, Quan Hồ, Xóa Hà, Hình Lâu, Chiển Trang, Trần Lâu, Pháo Xa, Tân Hà, Bát Lộ, Trâu Trang, Túc Dương Sơn, Thổ Sơn, Nghị Đường, Chiêm Thành, Đái Trang, Tứ Hộ, Cảng Thượng, Thiết Phú, Triệu Đôn.